# لي مويني
لي مويني (بالإنجليزية: Le Moine)‏ هو أحد جبال سلسلة جبال الألب بينيني وجزء من القمة الأم غراند كومبين يقع في كانتون فاليز، سويسرا. يبلغ ارتفاع الجبل حوالي 3566 متر، بينما يبلغ ارتفاع نتوء الجبل 148 متر.